# Polímero de acrilato

Estructura de un polímero de poliacrilato

Un polímero de acrilato (también conocido como acrílico o poliacrilato) es cualquiera de un grupo de polímeros preparados a partir de monómeros de acrilato. Estos plásticos destacan por su transparencia, resistencia a la rotura y elasticidad.
El polímero de acrilato se utiliza comúnmente en cosmética, como el esmalte de uñas y como adhesivo.

## Historia
La primera síntesis de polímero acrílico fue comunicada por G. W. A. Kahlbaum en 1880.

## Elastómeros acrílicos
El elastómero acrílico es un término general para un tipo de caucho sintético cuyo componente principal es el alquiléster del ácido acrílico (éster etílico o butílico).El elastómero acrílico posee características de resistencia al calor y al aceite, con capacidad para soportar temperaturas de 170-180 °C. Se utiliza principalmente para fabricar retenes de aceite y embalajes relacionados con el automóvil.
El elastómero acrílico puede caracterizarse generalmente como uno de dos tipos. Los tipos "antiguos" incluyen el ACM (copolímero de éster de ácido acrílico y éter de vinilo de 2-cloroetilo) que contiene cloro y el ANM (copolímero de éster de ácido acrílico y acrilonitrilo) sin cloruro. Los tipos "nuevos" no contienen cloro y son menos propensos a las manchas de moho. Aparte de la resistencia al agua ligeramente superior del ANM, no hay diferencias físicas entre los dos tipos.
El material es menos resistente al frío, con un punto de saturación de -15 °C para los tipos antiguos y de -28 °C a -30 °C para los nuevos. En cuanto a la vulcanización, el método estándar para el tipo antiguo es la vulcanización con amina. Para minimizar la deformación permanente, el tipo antiguo requiere un curado de 24 horas a una temperatura de 150 °C. En cambio, en el nuevo tipo, el tiempo de curado en prensa y el tiempo de vulcanización posterior se reducen considerablemente mediante la combinación de jabón metálico y azufre. No tiene características especiales. La resiliencia al rebote y la resistencia a la abrasión del nuevo tipo son pobres, e incluso sus características eléctricas son considerablemente pobres en comparación con el caucho de acrilonitrilo-butadieno y el caucho de butilo.

## Usos
- La emulsión de poliacrilato, revestimiento a base de agua, se utiliza como aglutinante para pinturas domésticas de "látex" para exteriores e interiores.
- Pinturas acrílicas como pinturas de artista.
- Fibra acrílica.
- Espesantes solubles en agua de poliacrilato de sodio, un polímero para la producción del polímero superabsorbente (SAP) utilizado en pañales desechables debido a su alta absorbencia por unidad de masa.
- Resina acrílica como adhesivo sensible a la presión.
- El "superpegamento" es una formulación de cianoacrilato.
- El polimetacrilato de metilo es la lámina transparente resistente a la rotura que se vende como vidrio acrílico (o simplemente lámina acrílica) o bajo el nombre comercial de plexiglás, etc.
- Los poliacrilatos se utilizan en productos cosméticos como modificadores reológicos y formadores de película, y suelen ser polímeros de fluidos de ácido acrílico.

## Polímeros relacionados
PVAc copolímero emulsión cola de acetato de vinilo (VAM) y ácido acrílico (VAA)
   Copolímero de poliacrilamida utilizado como agente de floculación en el tratamiento del agua